# Pierre-Yves Duchesne
Pour les articles homonymes, voir Duchesne.
Pierre-Yves Duchesne est un comédien et chanteur belge né le 17 septembre 1967 à Liège (Belgique). Il est également metteur en scène et directeur vocal. Fondateur de l'AICOM, école de comédie musicale en France, créée en 2004. À la télévision, il a notamment été le coach vocal des émissions La France a un incroyable talent (M6) et Popstars (D8). Pierre-Yves Duchesne a été le coach vocal de Lara Fabian, Agustín Galiana et Amir Haddad, représentant de la France à l'Eurovision 2016.
En 2022, le quotidien Libération a mené une enquête à l'encontre de Pierre-Yves Duchesne pour des faits de harcèlement et d'agressions sexuelles. Il a contesté la véracité de ces affirmations, les qualifiant de "calomnieuses et diffamatoires". Pour cette raison, une action en justice est intentée pour diffamation.
En 2024, Pierre-Yves Duchesne s'est impliqué dans les prémices de l'ouverture d'Enki School à Liège, un projet éducatif innovant créé par Enkivox ASBL. Enki School est une école spécialisée qui se concentre sur les arts de la scène, offrant des formations en chant et expression scénique pour des élèves de tous âges. Le projet est porté par Enkivox, une association basée à Liège qui se consacre à la promotion des arts et de la culture. Une manière pour Pierre-Yves Duchesne de renouer avec sa ville natale.
Sa participation active dans l'ouverture d'une structure pluridisciplinaire, reflète son engagement continu à l'égard de l'éducation artistique en francophonie, .

## Biographie

### Débuts
Au début des années 2000, il tient le rôle de Gardefeu, dans La Vie parisienne, mise en scène par Jérôme Savary, à l’Opéra-Comique.

### Comédie musicale et direction vocale
Sa carrière s'oriente plus particulièrement vers la comédie musicale. Il a été à l’affiche des Misérables (Mogador et opéra de Bonn), Titanic (opéras de Liège et Avignon) ou Tintin : Le Temple du Soleil (Charleroi). En 2015, il joue dans Cats, à Mogador, le rôle du Vieux Deuteronome.
Depuis 2002, l’année au cours de laquelle il a assuré la direction vocale des Liaisons dangereuses de Rodrigo Lopez, Pierre-Yves Duchesne encadre les spectacles musicaux. Parmi eux : Blanche-Neige (Folies Bergère), Chicago (Casino de Paris), Nonnesens (Déjazet), Grease (Comédia et Palais des Congrès), Un violon sur le toit (Comedia et Casino de Paris), Aladin (Palais des Congrès et Le Palace).
Il collabore avec The Voice jusqu'en 2021.

### Mises en scène et création de l'AICOM
Après avoir imaginé la revue musicale Paris-Broadway aller-retour pour l'Espace Cardin[Pas dans la source], il met en scène Madiba, de Jean-Pierre Hadida.
En créant l’Académie internationale de comédie musicale (AICOM) en 2004, il contribue à former de nombreux artistes de comédie musicale.
En mai 2022, il annonce la création d'une école dont Lara Fabian serait marraine à Bruxelles.

### Télévision et coaching d'artistes
Entre 2007 et 2011, Pierre-Yves Duchesne a été le coach des candidats sur La France a un incroyable talent sur M6, mais également de ceux d’À la recherche du nouveau Michael Jackson et de À la recherche du nouveau Claude François sur W9[réf. nécessaire].
En 2008, il devient[Pas dans la source] le coach personnel de Lara Fabian. Ensemble, ils multiplient les projets artistiques pour la saison 2009-2010 et partent en tournée internationale.
La troupe des Voca People a fait appel à ses services.
En 2013[Pas dans la source], il intègre l’équipe artistique de l’émission Popstars sur D8, qui raconte, pas à pas, la création d’un groupe musical, des auditions à leur première scène.
Au début de l'année 2015, il entame une collaboration avec Amir Haddad, le représentant de la France à l'Eurovision en mai 2016[réf. nécessaire].

## Accusations d'agressions sexuelles
En 2022, le quotidien Libération a mené une enquête à l'encontre de Pierre-Yves Duchesne pour des faits d'agressions sexuelles et de harcèlement,. Selon lui, ces assertions sont « fausses, calomnieuses et diffamatoires ».
L'AICOM lance alors une enquête interne et le suspend.